# Sanda Rašković Ivić
Sanda Rašković Ivić, cyr. Санда Рашковић Ивић (ur. 8 stycznia 1956 w Zagrzebiu) – serbska polityk, psychiatra i dyplomata, od 2014 do 2016 przewodnicząca Demokratycznej Partii Serbii (DSS).

## Życiorys
Córka Jovana Raškovicia, jednego z liderów serbskiej mniejszości w Chorwacji. Ukończyła w 1980 studia medyczne na Uniwersytecie w Zagrzebiu. Specjalizowała się w zakresie psychiatrii i psychoterapii. W 1993 obroniła doktorat na Uniwersytecie w Belgradzie. Jest autorką publikacji branżowych w swoich dziedzinach medycyny, a także członkinią krajowych i międzynarodowych towarzystw lekarskich.
W latach 2001–2003 zajmowała stanowisko komisarza rządowego ds. uchodźców. Dołączyła następnie do Demokratycznej Partii Serbii, dwa lata później obejmując funkcję wiceprzewodniczącej tego ugrupowania. Od 2005 do 2011 sprawowała urząd ambasadora Serbii we Włoszech. W 2012 została wybrana na posłankę do Zgromadzenia Narodowego.
W przedterminowych wyborach w marcu 2014 DSS nie przekroczyła wyborczego progu, co skutkowało rezygnacją jej wieloletniego lidera Vojislava Koštunicy. W październiku tego samego roku Sanda Rašković Ivić została nową przewodniczącą Demokratycznej Partii Serbii.
W 2016 otwierała listę wyborczą koalicji Dveri i jej ugrupowania, uzyskując w wyniku wyborów mandat poselski. W sierpniu tegoż roku zrezygnowała z funkcji przewodniczącej DSS. Została później wiceprzewodniczącą Partii Ludowej, którą założył Vuk Jeremić. Przed wyborami parlamentarnymi w 2022 otrzymała miejsce na liście koalicji zawiązanej przez część ugrupowań opozycyjnych, uzyskując w tych wyborach mandat deputowanej.